# گوستاو دکو
گوستاو دکو (انگلیسی: Gustavo Deco؛ زادهٔ تاریخ ورودی نامعتبر است) دانشمند در زمینه علوم اعصاب آرژانتینی و ایتالیایی است.

## زندگی
دکو دارای سه دکترا در رشته‌های مرتبط است. دکتری در فیزیک از دانشگاه ملی Rosario (آرژانتین) (۱۹۸۷)، در علوم کامپیوتر از دانشگاه فنی مونیخ (۱۹۹۷)، و دکترای روانشناسی از دانشگاه لودویگ-ماکسیمیلیان-مونیخ (۲۰۰۱)
در سال ۱۹۸۷، او بورس تحصیلات دکترا را در دانشگاه بوردو برگزار کرد.

## حرفه
وی به عنوان استاد پژوهشی در مؤسسه تحقیقاتی و مطالعات کاتالان کاتالونیا و استاد کامل (Catedratico) در دانشگاه Pompeu Fabra، جایی که مدیر مرکز مغز و شناخت و رئیس گروه علوم اعصاب محاسباتی است، خدمت می‌کند. در سال ۲۰۰۱ دکو جایزه بین‌المللی زیمنس «مخترع سال» را به دلیل مشارکت در یادگیری آماری، مدل‌های درک بصری و تشخیص مبتنی بر fMRI در بیماریهای عصبی روانی اهدا کرد
وی در سالهای ۱۹۸۸ و ۱۹۹۹، عضو هیئت علمی پس از تدوین در بنیاد الکساندر فون هومبولت در دانشگاه گیسسن در آلمان بود. از سال ۱۹۹۳–۲۰۰۳ او گروه علوم اعصاب محاسباتی را در بخش محاسبات عصبی مرکز تحقیقات شرکتهای زیمنس در مونیخ، آلمان رهبری کرد.